# Glen Goodall
Glen Goodall (* 22. Januar 1970 in Fort Nelson, British Columbia) ist ein ehemaliger deutsch-kanadischer Eishockeyspieler, der zwischen 1999 und 2010 beim ERC Ingolstadt in der Deutschen Eishockey Liga spielte.

## Karriere
Der 1,71 m große Center begann seine Profikarriere in der kanadischen Juniorenliga WHL, wo er bis 1990 für die Seattle Thunderbirds auf dem Eis stand. Bereits beim NHL Entry Draft 1988 war der Rechtsschütze in der zehnten Runde an 206. Stelle von den Detroit Red Wings ausgewählt worden, absolvierte jedoch kein NHL-Spiel und wurde lediglich bei den verschiedenen Farmteams der Red Wings in den Minor Leagues eingesetzt. Nach Spielen für die Flint Spirits und die San Diego Gulls aus der International Hockey League, die Adirondack Red Wings und die Binghamton Rangers aus der American Hockey League sowie die Erie Panthers aus der East Coast Hockey League wechselte der Kanadier 1993 erstmals nach Europa, wo er einen Vertrag beim EHC Klostersee aus der Oberliga unterschrieb.
Zwischen 1994 und 1996 absolvierte Goodall seine ersten DEL-Spiele für die Kooperationspartner Starbulls Rosenheim und Schwenninger Wild Wings, wechselte zunächst allerdings vom inzwischen aufgestiegenen EHC Klostersee zum Ligakonkurrenten Deggendorfer EC. Zur Saison 1999/00 unterschrieb der Kanadier, der inzwischen die deutsche Staatsbürgerschaft besitzt, einen Vertrag beim ERC Ingolstadt, mit dem er 2002 in die DEL aufstieg und schließlich 2005 den Deutschen Eishockey-Pokal gewann.
Nach der Saison 2009/10 beendete er seine Karriere. In seiner letzten Saison absolvierte er aufgrund einer schweren Verletzung nur 35 Spiele. Mit den Panthern erreichte er das Playoff-Halbfinale, wo diese gegen die Hannover Scorpions ausschieden. Goodalls Trikot mit der Nummer 96 wurde während seiner Verabschiedung unter das Hallendach gezogen und seine Nummer wird beim ERC Ingolstadt nie wieder vergeben.

## Erfolge und Auszeichnungen
- 1990 WHL Player of the Year

## Karrierestatistik
(Legende zur Spielerstatistik: Sp oder GP = absolvierte Spiele; T oder G = erzielte Tore; V oder A = erzielte Assists; Pkt oder Pts = erzielte Scorerpunkte; SM oder PIM = erhaltene Strafminuten; +/− = Plus/Minus-Bilanz; PP = erzielte Überzahltore; SH = erzielte Unterzahltore; GW = erzielte Siegtore; 1 Play-downs/Relegation; Kursiv: Statistik nicht vollständig)